# Характеристична функція

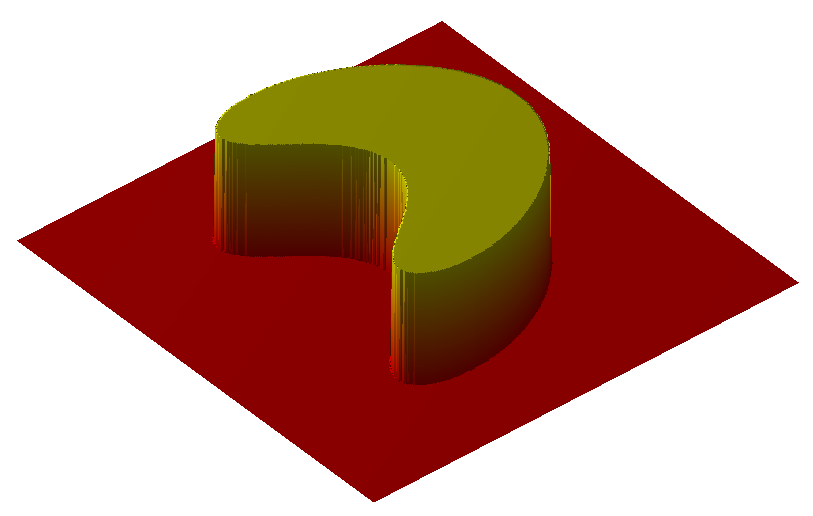
Тривимірний графік індикаторної функції, який відображає серповидну двовимірну підмножину двовимірного квадрата — множина, де точки мають координату z=1 (колір охри), а точки квадрата мають координату z=0 (червоний' колір').

Характеристична функція (індикаторна функція, індикатор) підмножини {\displaystyle A\subseteq X} — функція, визначена на множині {\displaystyle X}, яка визначає належність елемента {\displaystyle x\in X} підмножині {\displaystyle A}.

## Означення
Нехай {\displaystyle A\subseteq X} — деяка підмножина довільної множини {\displaystyle X}. Функцію {\displaystyle \mathbf {1} _{A}:X\to \{0,1\}}, означену таким чином:
{\displaystyle \mathbf {1} _{A}(x)=\left\{{\begin{matrix}1,&x\in A,\\0,&x\notin A,\end{matrix}}\right.}
називають характеристичною функцією або індикатором множини {\displaystyle A}.
Альтернативними позначеннями індикатора множини {\displaystyle A} є: {\displaystyle \chi _{A}\,} або {\displaystyle \mathbf {I} _{A}}, а іноді навіть {\displaystyle \ A(x)}. Нотація Айверсона дозволяє позначення {\displaystyle [x\in A]}.
(Грецька літера {\displaystyle \ \chi } походить від початкової букви грецького написання слова характеристика.)
Замітка. Позначення {\displaystyle \mathbf {1} _{A}} може означати тотожну функцію.

## Основні властивості
Відображення, яке пов'язує підмножину {\displaystyle A\subseteq X} з її індикатором {\displaystyle \mathbf {1} _{A}}, є
ін'єкцією. Якщо {\displaystyle A} і {\displaystyle B} — дві підмножини {\displaystyle X\ }, то
{\displaystyle \mathbf {1} _{A\cap B}=\min\{\mathbf {1} _{A},\mathbf {1} _{B}\}=\mathbf {1} _{A}\mathbf {1} _{B},}
{\displaystyle \mathbf {1} _{A\cup B}=\max\{{\mathbf {1} _{A},\mathbf {1} _{B}}\}=\mathbf {1} _{A}+\mathbf {1} _{B}-\mathbf {1} _{A}\mathbf {1} _{B},}
{\displaystyle \mathbf {1} _{A\triangle B}=\mathbf {1} _{A}+\mathbf {1} _{B}-2(\mathbf {1} _{A\cap B}),}
{\displaystyle \mathbf {1} _{A^{c}}=1-\mathbf {1} _{A}.}
Загальніше, нехай {\displaystyle A_{1},\ldots ,A_{n}} — множина підмножин {\displaystyle X}. Тоді для довільного
{\displaystyle x\in X}
{\displaystyle \prod _{k\in I}(1-\mathbf {1} _{A_{k}}(x))} — добуток нулів та одиниць. Цей добуток набуває значення 1 для тих {\displaystyle x\in X}, які не належать жодній множині {\displaystyle A_{k}}, і 0 в іншому разі. Тому
{\displaystyle \prod _{k\in I}(1-\mathbf {1} _{A_{k}})=\mathbf {1} _{X-\bigcup _{k}A_{k}}=1-\mathbf {1} _{\bigcup _{k}A_{k}}.}
Розкладаючи ліву частину, отримуємо
{\displaystyle \mathbf {1} _{\bigcup _{k}A_{k}}=1-\sum _{F\subseteq \{1,2,\ldots ,n\}}(-1)^{|F|}\mathbf {1} _{\bigcap _{F}A_{k}}=\sum _{\emptyset \neq F\subseteq \{1,2,\ldots ,n\}}(-1)^{|F|+1}\mathbf {1} _{\bigcap _{F}A_{k}},}
де {\displaystyle |F|} — потужність {\displaystyle F}. Це — одна з форм запису принципу включення-виключення. Отже, індикатор — корисне позначення в комбінаториці, яке використовують також і в інших областях, наприклад в теорії ймовірностей: якщо {\displaystyle X} — ймовірнісний простір з ймовірнісною мірою {\displaystyle \mathbf {P} }, а {\displaystyle A} — вимірна множина, то індикатор {\displaystyle \mathbf {1} _{A}} стає випадковою величиною, чиє математичне очікування дорівнює ймовірності {\displaystyle A:}
{\displaystyle E(\mathbf {1} _{A})=\int \limits _{X}\mathbf {1} _{A}(x)\,d\mathbf {P} =\int \limits _{A}d\mathbf {P} =\mathbf {P} (A).\quad }
Дисперсія та коваріація для цієї випадкової змінної визначаються за формулами:
{\displaystyle \operatorname {Var} (\mathbf {1} _{A}(\omega ))=\operatorname {P} (A)(1-\operatorname {P} (A))}
{\displaystyle \operatorname {Cov} (\mathbf {1} _{A}(\omega ),\mathbf {1} _{B}(\omega ))=\operatorname {P} (A\cap B)-\operatorname {P} (A)\operatorname {P} (B)}

## Зауваження щодо позначення та термінології
Позначення {\displaystyle A} також використовують для позначення {\displaystyle \mathbf {X} _{A}}, характеристичної функції в опуклому аналізі, яку означують як обернене до стандартного означення характеристичної функції.
Термін «характеристична функція» має незалежне значення в класичній теорії ймовірностей. З цієї причини традиційні ймовірнісники використовують термін індикаторна функція майже ексклюзивно, тоді як математики в інших областях для опису функції, що вказує на приналежність до множини, використовують скоріше термін характеристична функція.
У нечіткій логіці та сучасній багатозначній логіці предикати є характеристичними функціями розподілу ймовірності. Тобто, строгу істинну/хибну оцінку предикату замінюють величиною, що інтерпретують як степінь істинності.

## Середнє значення, дисперсія та коваріація
Для заданого ймовірнісного простору {\displaystyle \textstyle (\Omega ,{\mathcal {F}},\operatorname {P} )}, та {\displaystyle A\in {\mathcal {F}}}, індикаторну випадкову змінну {\displaystyle \mathbf {1} _{A}\colon \Omega \rightarrow \mathbb {R} } означують як {\displaystyle \mathbf {1} _{A}(\omega )=1}, якщо {\displaystyle \omega \in A,}, інакше {\displaystyle \mathbf {1} _{A}(\omega )=0.}
Середнє значення{\displaystyle \operatorname {E} (\mathbf {1} _{A}(\omega ))=\operatorname {P} (A)}.
Дисперсія{\displaystyle \operatorname {Var} (\mathbf {1} _{A}(\omega ))=\operatorname {P} (A)(1-\operatorname {P} (A))}.
Коваріація{\displaystyle \operatorname {Cov} (\mathbf {1} _{A}(\omega ),\mathbf {1} _{B}(\omega ))=\operatorname {P} (A\cap B)-\operatorname {P} (A)\operatorname {P} (B)}.

## Характеристична функція в теорії рекурсії,представляльна функціяГеделя та Кліні
Курт Гедель описав представляльну функцію (англ. representing function) у своїй праці 1934 року «Про нерозв'язні твердження формальних математичних систем» (цю працю опубліковано на стор. 41-74 книжки «Нерозв'язне», «The Undecidable», під редагуванням Мартіна Девіса):
«Кожному класові чи відношенню {\displaystyle R} повинна відповідати представляльна функція {\displaystyle \varphi (x_{1},\dots ,x_{n})=0} , якщо {\displaystyle R(x_{1},\dots ,x_{n})} та {\displaystyle \varphi (x_{1},\dots ,x_{n})=1}, якщо {\displaystyle \sim R(x_{1},\dots ,x_{n})}.» (стор. 42; «~» позначує логічне обернення, тобто «НЕ»).
Стівен Кліні (1952) (стор. 227) запропонував таке саме означення в контексті примітивно-рекурсивних функцій як функції {\displaystyle \varphi } від предикату {\displaystyle R}, що набуває значення {\displaystyle 0}, якщо предикат є істинним, та {\displaystyle 1}, якщо предикат є хибним.
Наприклад, оскільки добуток характеристичних функцій {\displaystyle \varphi _{1}\varphi _{2}\cdots \varphi _{n}=0}, якщо будь-яка з ціх функцій дорівнює {\displaystyle 0}, то вона відіграє роль логічного АБО: ЯКЩО {\displaystyle \varphi _{1}=0} АБО {\displaystyle \varphi _{2}=0} АБО . . . АБО {\displaystyle \varphi _{n}=0} ТОДІ їх добуток дорівнює {\displaystyle 0}. Те, що видається сучасному читачеві як логічне обернення представляльної функції, тобто, що представляльна функція дорівнює {\displaystyle 0}, коли функція {\displaystyle R} є «істинною» чи «вдоволеною», відіграє корисну роль в означенні Кліні логічних функцій «OR», «AND», та «IMPLY» (стор. 228), обмежених (стор. 228) та необмежених (стор. 279 і далі) μ-операторів (Кліні, 1952), та функції «CASE» (стор. 229).

## Характеристична функція в теорії нечітких множин
В класичній математиці характеристичні функції множин набувають лише значень 1 (елемент) та 0 (не елемент). В теорії нечітких множин характеристичні функції узагальнюють до набування значень з дійсного одиничного проміжку [0, 1], або, загальніше, з деякої алгебри або структури (яка зазвичай повинна бути щонайменше частково впорядкованою множиною або ґраткою). Такі узагальнені характеристичні функції частіше називають функціями належності, а відповідні «множини» називаються нечіткими множинами. Нечіткі множини моделюють поступову зміну ступеня істинності, що спостерігається у багатьох предикатів реального світу, таких як «високий», «теплий» тощо.